# Archiprezbiterat Estarreja
Archiprezbiterat Estarreja − jeden z 10 wikariatów diecezji Aveiro, składający się z 7 parafii:
- Parafia w Avanca
- Parafia w Beduído
- Parafia w Canelas
- Parafia w Fermelã
- Parafia w Pardilhó
- Parafia w Salreu
- Parafia św. Bartłomieja w Veiros